# Ray Kassar
Ray Kassar (* 2. Januar 1928 in Brooklyn, New York; † 10. Dezember 2017 in Vero Beach, Florida), vollständiger Name Raymond Edward Kassar, war ein US-amerikanischer Manager. Er war unter anderem in verschiedenen Funktionen für Burlington Industries und schließlich als President und CEO für Atari, Inc. tätig. Dort war er für den wirtschaftlichen Aufstieg des US-amerikanischen Spieleherstellers zwischen 1978 und 1981 verantwortlich, bevor er 1983 zu Beginn des aufkommenden Video Game Crashs aus dem Unternehmen ausscheiden musste.

## Frühes Leben und familiärer Hintergrund
Ray Kassars Erziehung war geprägt von einer Mischung aus Ermutigung und Gleichgültigkeit gegenüber höherer Bildung seitens seiner Eltern. Sein Vater, ein Mann, der das College als Zeitverschwendung betrachtete, verhielt sich neutral gegenüber Rays schulischen Leistungen, obwohl er insgeheim stolz auf ihn war. Im Gegensatz dazu feierte seine Mutter offen seine hervorragenden Noten und sein Stipendium.
Die Familie Kassar hatte ihre Wurzeln in Syrien, von wo sie 1911 in die Vereinigten Staaten einwanderte. Zunächst etablierten sie sich in der Seidenindustrie und betrieben Mühlen in Patterson, New Jersey. Die Weltwirtschaftskrise zerstörte jedoch ihr Geschäft, was Rays Vater zwang, verschiedene Jobs wie Hausmeister und Taxifahrer anzunehmen, um über die Runden zu kommen.
Trotz der finanziellen Schwierigkeiten war Ray Kassars Kindheit von Liebe und Glück erfüllt. Er wuchs in einer Umgebung auf, in der materieller Reichtum zwar knapp war, aber der emotionale Reichtum seines Familienlebens ihm eine starke Grundlage für seine zukünftigen Unternehmungen bot.

## Karriere

### Prä-Atari
Kassar studierte Unternehmensführung an der Brown University. Seiner Alma Mater spendete er 1982 eine größere Summe, wofür sie als Anerkennung ein Gebäude in „Edward W. Kassar House“ umbenannte, welches heute das Mathematik-Institut beherbergt. Kassar war unter anderem als Executive Vice-President für den Textilhersteller Burlington Industries und President der Konzernsparte Burlington House tätig. Als Mitglied des Board of Directors blieb Kassar Burlington über 30 Jahre verbunden.
Obwohl er keine Kenntnisse über Computerspiele besaß, wurde Ray Kassar von Warner Communications im Februar 1978 als Berater für ihr damaliges Tochterunternehmen Atari angeworben und Firmengründer und CEO Nolan Bushnell zur Seite gestellt. Warner war unzufrieden mit der Umsatzentwicklung seiner Tochter. Der Verkauf der Heimkonsole Atari 2600 war 1977 zufriedenstellend angelaufen, wegen Produktionsproblemen konnte Atari aber nicht ausreichend zur Weihnachtszeit liefern und hatte zudem Absatzprobleme bei seiner Pong-Heimkonsole und dem Geschäft mit Arcade-Automaten, wodurch 25 Millionen Dollar Verlust aufliefen. Mit Hilfe des Marketingexperten Kassar wollte Warners Vice-President Manny Gerard Atari auf die Erfolgsspur zurückbringen oder es im Zweifelsfall, sofern Kassar keine andere Möglichkeiten sehen sollte, abwickeln. Ab diesem Zeitpunkt traten immer deutlicher die Mentalitätsunterschiede zwischen den überwiegend von der Ostküste stammenden Geschäftsmännern des Mutterkonzerns und den Ingenieuren und Programmierern der kalifornischen Spieleschmiede zu Tage. So begrüßte Bushnell den mit Anzug und Krawatte angereisten Kassar bereits an seinem ersten Tag in einem T-Shirt mit dem Aufdruck „I love to fuck“. Kassar zeigte sich im Rückblick erschüttert über die seiner Aussage nach vollkommen planlose und unstrukturierte Arbeitsweise des Unternehmens. Das Unternehmen besaß weder ein Marketing, noch einen Vertrieb, sondern bestand nahezu ausschließlich aus Forschung und Entwicklung. Dennoch sah Kassar im Atari 2600 ausreichend Potential, um das Unternehmen weiterzuführen, und begann mit der Entwicklung eines Marketingplans.

### Geschäftsführer von Atari, Inc.
Im November 1978 verließ Nolan Bushnell das Unternehmen nach heftigen Auseinandersetzungen mit Gerard über die zukünftige Ausrichtung Ataris. Unter anderem hatte Bushnell die Aufgabe des Atari 2600 zugunsten einer neuen, technisch stärkeren Konsole gefordert. Widerwillig übernahm nun Kassar als CEO und Präsident die Leitung des Unternehmens. Unter seiner Führung wurde die Firmenorganisation deutlich verändert. In seinen 25 Jahren bei Burlington Industries hatte Kassar eine Vorliebe für Ordnung, Organisation und Effizienz entwickelt. Er schaffte die Freitag-Partys ab, führte einen Dresscode ein, erhöhte die Sicherheitskontrollen (Sicherheitstüren, Wachpersonal) und führte Kernarbeitszeiten ein. Seine Bemühungen, Atari nach diesen Maßstäben zu modernisieren, stießen innerhalb der Belegschaft weitgehend auf Ablehnung und Misstrauen. Kassar wurde wegen seines Hintergrunds von seinen Angestellten als „sock king“ (Sockenkönig) und der „towel czar“ (Handtuch-Zar) bezeichnet. Kassar wiederum hatte 1979 in einem Interview für die Tageszeitung San Jose Mercury News seine Programmierer als “high-strung prima donnas” (deutsch: „neurotische Primadonnen“) bezeichnet. Kassar verfolgte den nüchternen ökonomischen Ansatz, dass Atari erst einmal die bereits vorhandenen, aufgestapelten Waren verkaufen müsse, bevor es neue Waren auf den Markt brächte. Daher verstärkte er den Fokus auf Marketing und Vertrieb, wodurch die eigentliche Spieleentwicklung zurückstehen und auch die Forschungsabteilung tiefe Einschnitte hinnehmen musste. Atari begann damit, seine Spiele ganzjährig zu bewerben statt wie bisher hauptsächlich in der Weihnachtssaison. Kassar erkannte auch, dass der Erfolg der Spielkonsole Atari 2600 von der Qualität der veröffentlichten Spiele abhinge. Daher veranlasste er, dass Atari zusätzlich zu seinen eigenen Entwicklungen erfolgreiche Spielhallen-Titel wie Space Invaders lizenzierte und für seine Heimkonsole portierte.
Trotz des angespannten Verhältnisses zwischen Belegschaft und Management konnte Atari unter Kassars Führung seine Umsätze nach drei Jahren von ursprünglich 75 Millionen Dollar auf über 2,2 Milliarden US-Dollar steigern. 1982 trug Atari rund die Hälfte zu Warners Gesamtumsatz und zwei Drittel zum operativen Gewinn bei. Die veränderte Firmenkultur einschließlich der Unzufriedenheit über nicht vorhandene Bonuszahlungen und mangelnde Anerkennung führte aber auch zu zahlreichen Abgängen führender Mitarbeiter. Nahezu sämtliche Mitarbeiter der ersten Stunden, darunter auch Pong-Erfinder Al Alcorn, verließen das Unternehmen oder wurden entlassen. Auch im höheren Management kam es zu einer hohen Fluktuation. Als Hauptursache nannten viele Mitarbeiter den Führungsstil Kassars, der als autokratisch beschrieben wurde.

### Niedergang von Atari
Als einschneidend erwies sich der Abgang der Programmierer David Crane, Larry Kaplan, Alan Miller und Bob Whitehead. Sie fühlten sich für ihre Tätigkeit als Spieledesigner, mit deren Produkten das Unternehmen mehrere Millionen Dollar erwirtschaftete, nicht ausreichend entlohnt. Sie forderten daher von Kassar eine kleine Erfolgsprovision, die dieser jedoch ablehnte. David Crane zitierte Kassar mit der Aussage “You are no more important to that game than the guy on the assembly line who puts it together” (deutsch: „Ihr seid für dieses Spiel nicht wichtiger als der Kerl am Fließband, der das ganze am Ende zusammenschraubt“). Nach ihrem Ausstieg bei Atari gründeten die vier Entwickler daher im Oktober 1979 Activision, den ersten Third-Party-Publisher für Computerspiele, der Spiele für Ataris eigene Konsole Atari 2600 zu produzieren und damit Ataris marktbeherrschende Stellung aufzubrechen begann. 1981 veröffentlichte Atari das erfolgreiche Spiel Yars’ Revenge. Bei den Namen „Yar“ und „Razak“ bediente sich Gamedesigner Howard Scott Warshaw einer leicht veränderten Rückwärtsschreibung von „Ray Kassar“. Warshaw bezeichnete das Spiel später als „Rays Rache an Activision“.
Entgegen gängiger Meinung war es nicht Kassar, der für den Vertrag über die Entwicklung des Spiels E.T. the Extra-Terrestrial verantwortlich war. Er kam auf Initiative von Steve Ross, CEO von Warner Communications, zustande, der die Verhandlungen mit Regisseur Steven Spielberg und Universal Pictures führte, hauptsächlich mit dem Ziel, Spielberg an die eigenen Filmstudios zu binden. Auf Ross’ Anfrage bei Kassar, was er von der Idee eines Computerspiels auf Grundlage des Films E.T. – Der Außerirdische halte, antwortete dieser demnach “I think it's a dumb idea. We've never really made an action game out of a movie” (deutsch: „Ich halte das für eine dumme Idee. Wir haben noch nie wirklich aus einem Film ein Actionspiel gemacht.“). Doch Kassars Bedenken wurden übergangen. Wegen der langen Verhandlungen musste das Spiel unter enormen Zeitdruck bis zum Weihnachtsgeschäft 1982/83 fertiggestellt werden. Da keiner der Programmierer das Projekt freiwillig übernehmen wollte, rief Kassar entgegen seiner Art persönlich Howard Scott Warshaw an und bat ihn, das Spiel zu entwickeln. Das Spiel, für dessen Rechte Warner eine astronomisch hohe Summe von 20 bis 25 Millionen US-Dollar bezahlte, erwies sich als veritabler Flop. Von fünf Millionen produzierten Einheiten des Spiels konnte das Unternehmen gerade einmal 1,5 Millionen absetzen, ein Teil der Überproduktion wurde schließlich zusammen mit anderen Lagerrestbeständen in der Wüste New Mexicos vergraben (s. Atari Video Game Burial).
Im Juli 1983 wurde Kassar wegen des Vorwurfs des Insiderhandels durch die US-Börsenaufsicht Securities and Exchange Commission (SEC) von Warner gezwungen, seine Position bei Atari aufzugeben. Im Dezember 1982, 23 Minuten bevor Warner die Umsatzzahlen von Atari bekanntgab, die deutlich niedriger waren als erwartet, hatte Kassar 5.000 seiner Anteilsscheine an Warner Communications verkauft. Nach Bekanntgabe der Zahlen fiel der Wert der Warner-Aktien in den kommenden Tagen um beinahe 40 %. Die SEC klagte Kassar und Ataris damaligen Vice-President Dennis Groth daher des Aktienhandels mit illegalem Insiderwissen an. Kassar legte den Streit bei, indem er den daraus entstandenen Gewinn zurückzahlte, ohne damit jedoch ein Schuldeingeständnis zu verbinden. Tatsächlich handelte es sich bei dem abgestoßenen Paket nur um einen Teil seiner Aktien an Warner. Die SEC sprach ihn später von jeglichem Fehlverhalten frei. Kassars Nachfolger bei Atari wurde indessen im September 1983 James J. Morgan, zuvor beim Zigarettenhersteller Philip Morris tätig.

### Spätere Tätigkeiten
Später trat Kassar hauptsächlich noch als Sammler und Privatinvestor in Erscheinung sowie als Stiftungsrat des American Hospital of Paris. Vom 2. Dezember 2000 bis Februar 2011 stellte das Santa Barbara Museum of Art eine Reihe von Fotografien aus, die aus Kassars Privatsammlung stammte. Die Ausstellung mit dem Titel Painterly Photographs: The Raymond E. Kassar Collection zeigte 33 Werke, die zwischen 1900 und 1910 für diverse Ausstellungen erstellt wurden, darunter Bilder einiger der bedeutendsten Fotokünstler der damaligen Zeit, wie Alfred Stieglitz, Edward Steichen, Heinrich Kühn, George Seeley und Clarence Hudson White.